# Love 2000
Love 2000 – czternasty singel Namie Amuro. Został nagrany pod koniec 1999 i wydany w pierwszym dniu nowego roku. Przez dziewięć tygodni trwania rankingu Oricon sprzedano 228 120 kopii. Przez pierwsze trzy tygodnie sprzedaży płyta znajdowała się w najlepszej dwudziestce. W Japonii singel kosztował Y 1,050. Ten singel jest ostatnim wchodzącym w skład albumu Genius 2000. Utwór Love 2000 promował linię kosmetyków Visee firmy KOSÉ.

## Lista utworów
| 01 | Love 2000 (Straight Run)           | 05:15 |
| 02 | Love 2000 (System Breakdown Mix)   | 07:47 |
| 03 | Asking Why                         | 05:10 |
| 04 | Love 2000 (wersja instrumentalna)  | 05:14 |
| 05 | Asking Why (wersja instrumentalna) | 05:07 |

| 01 | Love 2000 (Straight Run)           | 05:15 |
| 02 | Asking Why                         | 05:10 |
| 03 | Love 2000 (wersja instrumentalna)  | 05:14 |
| 04 | Asking Why (wersja instrumentalna) | 05:07 |

| 01 | Love 2000 (Straight Run) | 05:15 |

| 01 | Love 2000 (System Breakdown Mix)  | 07:47 |
| 02 | Love 2000 (wersja instrumentalna) | 05:14 |

## Wystąpienia na żywo
- 24 grudnia 1999 – Music Station
- 1 stycznia 2000 – Music Station
- 14 stycznia 2000 – Music Station
- 31 stycznia 2000 – Hey! Hey! Hey! Music Champ
- 4 lutego 2000 – Music Station
- 31 marca 2000 – Music Station
- 3 kwietnia 2000 – Hey! Hey! Hey! Music Champ Awards
- 28 lipca 2002 – Music Fest Peace of Ryukyu
- 29 września 2002 – ASIA 2002 Music Festival

## Personel
- Namie Amuro – wokal
- Sheila E. – wokal wspierający, perkusja, bębny
- Lynn Mabry – wokal wspierający
- Will Wheaton, Jr. – wokal wspierający
- Terry Bradford – wokal wspierający
- Mazayne Lewis – wokal wspierający
- Alex Brown – wokal wspierający
- Renato Neto – keyboard
- Kazuhiro Matsuo – gitara
- Chiharu Mikuzuki – gitara basowa

## Produkcja
- Producenci – Tetsuya Komuro
- Aranżacja – Tetsuya Komuro, Sheila E., Lynn Mabry, Cozy Kubo
- Miksowanie – Mike Butler
- Remiksowanie - Mike Butler
- Programowanie – Akihisa Murakami, Toshihide Iwasa
- Dekorator – Tycoon Graphics
- Zdjęcia – Itaru Hirama
- Stylizacja – Sonya S. Park
- Włosy i makijaż – Akemi Nakano

## Oricon
| Diagram                                                    | Pozycja |
| ---------------------------------------------------------- | ------- |
| Dzienny diagram Oricon (w pierwszym dniu sprzedaży)        | -       |
| Tygodniowy diagram Oricon (w pierwszym tygodniu sprzedaży) | #4      |
| Miesięczny diagram Oricon (w pierwszym miesiącu sprzedaży) | #11     |
| Roczny diagram Oricon                                      | -       |